# پاتریک لووی
پاتریک لووی (به فرانسوی: Patrick Lowie) نویسنده و فیلم‌نامه‌نویس قرن بیستم میلادی اهل فرانسه است.